# Velké Javorské jezero
Velké Javorské jezero (německy Großer Arbersee) je jezero v Bavorsku, jedno z devíti šumavských ledovcových jezer. Leží na německé straně Šumavy na jihovýchodním svahu Velkého Javoru, v nadmořské výšce 934 metrů, má plochu 7,2 hektarů a maximální hloubku 16 metrů.

## Vodní režim
Z jezera vytéká potok Geigenbach (Arberseebach), který ústí do řeky Řezná (Großer Regen).

## Okolí
Nad západním břehem se tyčí impozantní 360 m vysoká jezerní stěna (Seewand). Na východním břehu jezera stojí restaurace Arberseehaus.

## Ochrana přírody
Přírodní rezervace Großer Arbersee a Arberseewand se rozprostírá na ploše 157 ha a byla vyhlášena v roce 1939. Předmětem ochrany jsou kromě vlastního jezera v rulovém karu s mohutnou stěnou také okolní letité smrkové, jedlové a bukové lesy s řadou chráněných rostlin. Na jezeře žijí kachny divoké.

## Přístup
Z šumavských jezer je nejlépe přístupné pro motoristy - leží přímo u silnice z Bayerisch Eisenstein přes Brennes do Bodenmaisu a Zwieselu.